# FSK Satellite
FSK Satellite ist ein italienisches Trap-Kollektiv aus der Basilikata, das im Kern aus Chiello (Rocco Modello), Sapobully (Romano Maiorella) und Taxi B (Michele Ballabene) besteht.

## Geschichte
Das Kollektiv eröffnete 2017 einen gleichnamigen YouTube-Kanal und begann, dort eigene Lieder hochzuladen. Mit Titeln wie La prova del cuoco, Melissa P oder No spie konnte es erste Aufmerksamkeit erregen. Die Lieder entwickelten sich zu Streaming-Erfolgen. Als Produzent der Gruppe fungierte Greg Willen. Im Sommer 2019 veröffentlichte FSK Satellite schließlich beim Major-Label Universal das Debütalbum FSK Trapshit, das vor allem nach der Neuauflage FSK Trapshit Revenge Ende des Jahres ein großer Erfolg wurde. Mit dem zweiten Album Padre figlio e spirito erreichte die Gruppe 2020 erstmals die Spitze der italienischen Charts.

## Diskografie

### Alben
| Jahr | Titel Musiklabel                 | Höchstplatzierung, Gesamtwochen, AuszeichnungChartsChartplatzierungen (Jahr, Titel, Musiklabel, Platzierungen, Wochen, Auszeichnungen, Anmerkungen) | Anmerkungen                                            |
| Jahr | Titel Musiklabel                 | IT | Anmerkungen                                            |
| ---- | -------------------------------- | --- | ------------------------------------------------------ |
| 2019 | FSK Trapshit Universal           | IT5 Platin · (64 Wo.)IT | Erstveröffentlichung: 12. Juli 2019 Verkäufe: + 50.000 |
| 2020 | Padre figlio e spirito Universal | IT1 (10 Wo.)IT | Erstveröffentlichung: 11. September 2020               |

### Singles
| Jahr | Titel Album                                 | Höchstplatzierung, Gesamtwochen, AuszeichnungChartsChartplatzierungen (Jahr, Titel, Album, Platzierungen, Wochen, Auszeichnungen, Anmerkungen) | Anmerkungen |
| Jahr | Titel Album                                 | IT | Anmerkungen |
| --- | ------------------------------------------- | --- | --- |
| 2019 | No spie FSK Trapshit                        | IT95 Gold · (1 Wo.)IT | Erstveröffentlichung: 16. Januar 2019 Verkäufe: + 35.000; FSK Satellite, Taxi B, Sapobully & Greg Willen           |
| 2019 | La prova del cuoco FSK Trapshit             | IT95 Gold · (2 Wo.)IT | Erstveröffentlichung: 10. Mai 2019 Verkäufe: + 35.000; FSK Satellite, Taxi B, Sapobully, chiello_FSK & Greg Willen |
| 2020 | Snitch e impicci Elo                        | IT6 Platin · (15 Wo.)IT | Erstveröffentlichung: 27. Februar 2020 Verkäufe: + 70.000; mit DrefGold                                            |
| 2020 | Crema di buccia Oceano Paradiso             | IT63 (1 Wo.)IT | Erstveröffentlichung: 7. Mai 2020 chiello_FSK & Greg Willen                                                        |
| 2020 | Settimana al caldo Padre figlio e spirito   | IT62 (2 Wo.)IT | Erstveröffentlichung: 23. Juli 2020 FSK Satellite & Greg Willen                                                    |
| 2020 | Ragazzi della nebbia OBE                    | IT54 (2 Wo.)IT | Erstveröffentlichung: 12. November 2020 Mace, FSK Satellite & Irama                                                |
| Folgende Lieder erschienen nicht als Single, wurden aber durch das Album zum Download und Streaming bereitgestellt und konnten somit eine Platzierung erlangen: |                                             | | |
| |                                             | | |
| 2019 | Ansia no FSK Trapshit Revenge               | IT4 Platin · (22 Wo.)IT | FSK Satellite, Taxi B, chiello_FSK, Sapobully & Greg Willen Verkäufe: + 70.000                                     |
| 2019 | Capi della trap FSK Trapshit Revenge        | IT55 (2 Wo.)IT | FSK Satellite, Taxi B, chiello_FSK, Sapobully & Greg Willen feat. Guè Pequeno                                      |
| 2019 | Camoscio FSK Trapshit Revenge               | IT84 (1 Wo.)IT | FSK Satellite, Taxi B, chiello_FSK & Sapobully                                                                     |
| 2020 | Soldi sulla carta Padre figlio e spirito    | IT15 (3 Wo.)IT | feat. Sfera Ebbasta, Greg Willen, Charlie Charles                                                                  |
| 2020 | Don’t Touch My Stick Padre figlio e spirito | IT43 (1 Wo.)IT | feat. Greg Willen                                                                                                  |
| 2020 | Padre figlio e spirito                      | IT45 Gold · (1 Wo.)IT | feat. Greg Willen Verkäufe: + 50.000                                                                               |
| 2020 | Ho fatto Padre figlio e spirito             | IT51 (1 Wo.)IT | feat. Chief Keef, Tadoe                                                                                            |
| 2020 | Husky Padre figlio e spirito                | IT64 (1 Wo.)IT | feat. Drillionaire                                                                                                 |
| 2020 | Asso di bastoni Padre figlio e spirito      | IT73 (1 Wo.)IT | feat. Greg Willen                                                                                                  |
| 2020 | Lean nel lean Padre figlio e spirito        | IT78 (1 Wo.)IT | feat. Greg Willen                                                                                                  |
| 2020 | Top Gun Padre figlio e spirito              | IT94 (1 Wo.)IT | feat. Drillionaire                                                                                                 |

Weitere Lieder mit Auszeichnungen
- 2019: Melissa P (IT: Gold)

## Belege
1. ↑  Alben von FSK Satellite. In: Italiancharts.com. Hung Medien, abgerufen am 19. Dezember 2020.
2. 1 2 3 4 5 6  Certificazioni. FIMI, abgerufen am 6. April 2021 (italienisch).
3. ↑  Archivio classifiche Top Singoli. FIMI, abgerufen am 19. Dezember 2020 (italienisch).